# Igor Aleiner
Igor L. Aleiner ist ein US-amerikanischer Physiker.
Igor Aleiner wurde 1996 an der University of Minnesota in Minneapolis promoviert. Er war Forschungsphysiker beim Nippon Electric Corporation Research Institute in Princeton, war an der State University of New York und danach Professor an der Columbia University. Außerdem forscht er bei Google Quantum AI.
Er befasst sich mit Quantenchaos und Vielteilchentheorie der Festkörperphysik. Mit Boris Altshuler leistete er Pionierarbeit auf dem Gebiet der Vielteilchen-Lokalisierung (Many Body Localization) mit einem gemeinsamen Aufsatz 2006 (mit D. M. Basko). Dabei handelt es sich um das Phänomen der Lokalisierung von Vielteilchensystemen ähnlich der Anderson-Lokalisierung aus dem Wechselspiel von Elektron-Elektron-Wechselwirkung und Unordnung. Von ihm stammen außerdem Resultate zu mesoskopischen Fluktuationen in wechselwirkenden Elektronensystemen, Transport in wechselwirkenden ungeordneten Systemen und zu den Eigenschaften von Graphen.
1998 war er Packard Fellow. 2000 erhielt er den McMillan Award. Er ist Fellow der American Physical Society. Für 2022 erhielt er mit Boris Altshuler und David A. Huse den Lars-Onsager-Preis für grundlegende Arbeiten zu Vielteilchen-Lokalisation, den zugehörigen Phasenübergang und die Implikationen für Thermalisierung und Ergodizität (Laudatio).

## Schriften (Auswahl)
- mit G. Zala, B. N. Narozhny: Interaction corrections at intermediate temperatures: Longitudinal conductivity and kinetic equation, Phys. Rev. B, Band 64, 2001, S. 214204
- mit P. W. Brouwer, L. I. Glazman: Quantum effects in Coulomb blockade, Physics Reports, Band 358, 2002, S. 309–440
- mit A. Mitra, A. J. Millis: Phonon effects in molecular transistors: Quantal and classical treatment, Physical Review B, Band 69, 2004, S. 245302
- mit I. A. Dmitriev, M. G. Vavilov, A. D. Mirlin, D. G. Polyakov: Theory of microwave-induced oscillations in the magnetoconductivity of a two-dimensional electron gas, Phys. Rev. B, Band 71, 2005, S. 115316
- mit D. M. Basko, B. L. Altshuler: Metal–insulator transition in a weakly interacting many-electron system with localized single-particle states, Annals of Physics, Band 321, 2006, S. 1126–1205
- mit K. B. Efetov: Effect of disorder on transport in graphene, Phys. Rev. Lett., Band 97, 2006, S. 236801